# Oligotylus meridionalis
Oligotylus meridionalis är en insektsart som beskrevs av Schuh 2000. Oligotylus meridionalis ingår i släktet Oligotylus och familjen ängsskinnbaggar. Inga underarter finns listade i Catalogue of Life.